# Diamantino Miranda
Diamantino Manuel Fernandes Miranda (3 de Agosto de 1959, Sarilhos Pequenos), conhecido simplesmente como Diamantino quando era jogador, e Diamantino Miranda como treinador, foi um jogador de futebol português. 

## Carreira

### Clubes
Representou o Boavista FC,  e Vitória de Setúbal o SL Benfica. Foi um dos jogadores-chave do Benfica durante a década de 1980, tendo ganho vários títulos de campeão nacional e da taça de Portugal. Jogou a final da taça UEFA de 1983, perdida para o Anderlecht (0-1 e 1-1). Devido a uma lesão, não participou na final da Taças dos Clubes Campeões Europeus do ano de 1988.
Deixou de jogar no Benfica em 1989/1990, tendo-se transferido para o Vitória de Setúbal, onde já tinha jogado em 1976-77, e donde se transferiu para o Benfica nessa mesma altura..., entre 1990 e 1992 jogou mais de 100 jogos pelos sadinos!

## Seleção
Jogou por 22 ocasiões pela Seleção Portuguesa de Futebol, de 18 de Novembro de 1981 (vitória 2-1 sobre a Escócia, na fase de qualificação para o Mundial) até 11 de Julho de 1986 (derrota 1-3 com Marrocos, na fase final do Mundial). Marcou 5 golos pela seleção.
Fez parte da seleção que participou na fase final do Campeonato Europeu de Futebol de 1984 e na fase final do Mundial de 1986.

## Como treinador e comentarista
Durante a primeira metade da época 2007-2008 foi treinador do Varzim Sport Club.
Em Maio de 2008 foi apresentado como treinador adjunto do Benfica, sendo o técnico principal Quique Flores.
Depois disso treinou os juniores do Sport Lisboa e Benfica (época de 2009/2010), o Fátima (época 2010/2011) e o clube moçambicano Costa do Sol (entre 2012 e 2013). Acabou por ser expulso de Moçambique por ordem do Governo depois de ter dito "Todos aqui são ladrões. Vocês são todos uma cambada de ladrões, você e outros jornalistas são pagos por um prato de sopa. Este país não é sério".
Faz agora comentários em programas de futebol na televisão portuguesa e análises de jogos de futebol em jornais desportivos portugueses.

Títulos:
Benfica
- Liga Portuguesa:82/83
- Liga Portuguesa:83/84
- Liga Portuguesa:86/87
- Liga Portuguesa:88/89

Benfica
- Taça De Portugal:1980
- Taça De Portugal:1983
- Taça De Portugal:1985
- Taça De Portugal:1986
- Taça De Portugal:1987

Benfica
- Supertaça De Portugal:1985
- Supertaça De Portugal:1989